# Euporus nasutus
Euporus nasutus är en skalbaggsart som beskrevs av Max Quedenfeldt 1882. Euporus nasutus ingår i släktet Euporus och familjen långhorningar.
Artens utbredningsområde är:
- Angola.
- Gabon.

Inga underarter finns listade i Catalogue of Life.